# Obbola kyrka
Obbola kyrka ligger mitt mellan den gamla bydelen och den nyare industridelen av Obbola samhälle i Umeå kommun. Den tillhör Holmsunds församling i Luleå stift. Kyrkan är uppförd 1969.

## Kyrkobyggnaden
Kyrkan har ett rektangulärt plan och är byggd i tegel med rektangulära fönster och har ett brant sadeltak belagt med koppar. Kyrkan är sammanbyggd med en lägre församlingsdel. Invändigt är tegelväggarna vitmålade och golvet är av tegel. Taket i kyrkorummet är klätt med obehandlad träpanel och har synliga limträbalkar. Klockbocken är byggd i trä med spåntak. Kyrkans arkitekt är Georg Rudner.